# Alejandro Alfaro
Alejandro Alfaro Ligero (La Palma del Condado, 23 november 1985) is een Spaans voetballer die bij voorkeur als vleugelspeler speelt. Hij verruilde in augustus 2014 RCD Mallorca voor Real Valladolid.

## Clubcarrière
Alejandro Alfaro komt uit de jeugdopleiding van Sevilla FC. In het beloftenteam van Sevilla (Sevilla Atlético) speelde hij vanaf 2005 exact 100 competitiewedstrijden, hierin scoorde hij 25 treffers. Hij maakte zijn profdebuut in 2006. In 2008 werd hij voor twee jaar uitgeleend aan CD Tenerife. In totaal speelde hij 33 competitiewedstrijden voor Sevilla, waarin hij drie doelpunten maakte. Voor CD Tenerife speelde hij 30 competitiewedstrijden zonder te scoren. Bij Sevilla werd zijn doorbraak vooral voorkomen door Jesús Navas. In 2011 werd Alfaro overgenomen door RCD Mallorca voor €700.000.

## Erelijst
Sevilla FC
- UEFA Cup

2007
- Copa del Rey

2007